# The Watermelon Woman
Pour plus de détails, voir Fiche technique et Distribution.
The Watermelon Woman (littéralement : La femme pastèque) est un film américain réalisé par Cheryl Dunye et sorti en 1996. Le film a remporté le prix Teddy Award du meilleur film en 1996,,,,. 

## Synopsis
Cheryl est une jeune lesbienne africaine-américaine qui travaille dans un vidéo club à Philadelphie. Cheryl commence à s'intéresser aux films des années 30 et 40 dans lesquels jouent des actrices noires. Elle remarque que ces actrices ne sont pas souvent créditées.
Elle regarde le film Plantation Memories avec une actrice noire qui est créditée seulement comme "The Watermelon Woman". Cheryl décide de faire un documentaire sur cette actrice et d'en apprendre plus sur la vie de cette actrice.

## Fiche technique
- Titre : The Watermelon Woman
- Réalisatrice : Cheryl Dunye
- Scénario : Cheryl Dunye
- Format : Couleurs
- Durée : 90 minutes
- Pays :  États-Unis
- Date de sortie : 5 mars 1997

## Distribution
- Cheryl Dunye : Cheryl
- Guinevere Turner : Diana
- Valarie Walker : Tamara
- Lisa Marie Bronson : Fae 'The Watermelon Woman' Richards
- Cheryl Clarke : June Walker
- Irene Dunye : Irene Dunye
- Brian Freeman : Lee Edwards
- Camille Paglia : Camille Paglia
- Sarah Schulman : L'archiviste Clit
- V.S. Brodie : La chanteuse de karaoke
- Shelley Olivier : Annie Heath

## Distinctions
- Berlinale 1996 : Teddy Award[6]